# Krynica (Ukraina)
Krynica (ukr. Крини́ця) – wieś na Ukrainie w rejonie stryjskim (do 2020 roku w rejonie mikołajowskim) należącym do obwodu lwowskiego.
W II Rzeczypospolitej wieś w powiecie drohobyckim województwa lwowskiego.
W latach 1944–1945 nacjonaliści ukraińscy z OUN-UPA zamordowali tutaj 30 Polaków. 